# Akademie des Föderalen Sicherheitsdienstes der Russischen Föderation
Die Akademie des Föderalen Sicherheitsdienstes der Russischen Föderation (russisch Академия федеральной службы безопасности Российской Федерации, wiss. Transliteration Akademija federal'noj služby bezopasnosti Rossijskoj Federacii) ist eine militärische höhere Bildungseinrichtung, die Offiziere des russischen Inlandsgeheimdienstes FSB und anderer russischer Spezialdienste sowie Geheimdienst-Mitarbeiter befreundeter Staaten ausbildet.
Die Akademie wurde am 24. August 1992 durch Erlass des Präsidenten der Russischen Föderation gegründet. Sie ging aus der Fusion der Akademie der Grenztruppen mit der Höheren Schule des KGB der UdSSR, benannt nach Feliks Dzierżyński (bzw. deren Nachfolgeorganisation) hervor. Zur Akademie gehören das Institut für Kryptographie, Kommunikation und Informatik (russisch Институт криптографии, связи и информатики (ИКСИ)) und das Institut für Ausbildungsbetrieb (russisch институт подготовки оперативного состава (ИПОС)), bestehend aus zwei Fakultäten: Ermittlung und Abwehr. Darüber hinaus wurden folgende Fakultäten eingerichtet: Übersetzen, Fernstudium, eine Sonderfakultät für Ausländer, eine Fakultät für die Ausbildung von Führungskräften.

## Geschichte
Am 25. Januar 1921 beschloss das Tscheka-Präsidium reguläre Ausbildungskurse für die Mitarbeiter einzurichten. Die Akademie wurde am 26. April desselben Jahres eröffnet und der Unterrichtsbetrieb wurde am 27. April mit 150 Kadetten aufgenommen. Der Unterricht fand zunächst in einem alten Herrenhaus aus dem 18. Jahrhundert in der Pokrowkastraße 27 im Zentrum von Moskau statt. Die Dozenten und die Teilnehmer rekrutierten sich aus dem operativen Betrieb. 1922 wurden die Schule in Höhere Kurse der Staatlichen Politischen Verwaltung (GPU) umbenannt. Am 4. Juni 1930 wurde die Schule abermals umbenannt, und zwar in Zentralschule der Vereinigten Staatlichen Politischen Verwaltung (OGPU), und übernahm die Aus- und Weiterbildung des OGPU-Personals. Vom 14. Juli 1934 bis zum 21. März hieß die Einrichtung Zentralschule der Hauptdirektion für Staatssicherheit des NKWD der UdSSR, bevor sie vom Volkskommissar des Inneren (NKWD) Lawrenti Beria in die Höhere Schule des NKWD der UdSSR umorganisiert wurde. Anfang der 1940er Jahre hatte bereits ein Drittel des Führungskaders des NKDW ein Studium an der Akademie absolviert.
Durch Erlass des Ministerrats der UdSSR vom 15. Juli 1952 wurde die Hochschule des Ministeriums für Staatssicherheit der UdSSR als spezielle akademische Einrichtung mit einer dreijährigen juristischen Ausbildung eingerichtet. Im April 1954 schlossen die ersten 189 Absolventen ihr Studium ab. Am 2. August 1962 wurde die Hochschule nach dem früheren Tscheka-Leiter in Höhere Schule des KGB der UdSSR, benannt nach Feliks Dzierżyński benannt.
Nach dem Augustputsch in Moskau wurde der KGB aufgelöst und aufgrund des Dekrets des Präsidenten der Russischen Föderation vom 24. August 1992 wurde die Hochschule mit der Akademie der Grenztruppen zur Akademie des Sicherheitsministeriums der Russischen Föderation fusioniert. 1993 erhielt sie ihren heutigen Namen.

## Leiter

### Sowjetunion
- 1921–1922: Michail Kirillowitsch Romanowski (russisch Михаил Кириллович Романовский, wiss. Transliteration Michail Kirillovič Romanovskij)[2]
- 1922–1929: Wladimir Dmitrijewitsch Feldman (russisch Владимир Дмитриевич Фельдман, wiss. Transliteration Vladimir Dmitrievič Fel'dman)
- 1930–1931: Alexander Michailowitsch Schanin (russisch Александр Михайлович Шанин, wiss. Transliteration Aleksandr Michajlovič Šanin)
- 1932–1933: Wassili Wassiljewitsch Winokurow (russisch Василий Васильевич Винокуров, wiss. Transliteration Vasilij Vasil'evič Vinokurov)
- 1933–1936: Jakow Markowitsch Weinschtok (russisch Яков Маркович Вейншток, wiss. Transliteration Jakov Markovič Vejnštok)
- 1936–1938: Suren Bogdanowitsch Balajan (russisch Сурен Богданович Балаян, wiss. Transliteration Suren Bogdanovič Balajan)
- 1939–1942: Nikanor Karpowitsch Dawydow (russisch Никанор Карпович Давыдов, wiss. Transliteration Nikanor Karpovič Davydov)[3]
- 1942–1947: Leonid Fokejewitsch Baschtakow (russisch Леонид Фокеевич Баштаков, wiss. Transliteration Leonid Fokeevič Baštakov)[3]
- 1947–1948: Issai Jakowlewitsch Babitsch (russisch Исай Яковлевич Бабич, wiss. Transliteration Isaj Jakovlevič Babič)[4]
- 1948–1952: Jakow Grigorjewitsch Nikitin (russisch Яков Григорьевич Никитин, wiss. Transliteration Jakov Grigor'evič Nikitin)[4]
- 1952–1954: Oberst Andrei Jakowlewitsch Jefimow (russisch Андрей Яковлевич Ефимов, wiss. Transliteration Andrej Jakovlevič Efimov)[5]
- Januar–Oktober 1954: Generalmajor Jewgeni Iwanowitsch Borissoglebski (russisch Евгений Иванович Борисоглебский, wiss. Transliteration Evgenij Ivanovič Borisoglebskij)[5]
- 1954–1962: Generalmajor Alexei Nikolajewitsch Kurenkow (russisch Алексей Николаевич Куренков, wiss. Transliteration Aleksej Nikolaevič Kurenkov)[5]
- 1962–1965: Generalleutnant Jewgeni Petrowitsch Pitowranow (russisch Евгений Петрович Питовранов, wiss. Transliteration Evgenij Petrovič Pitovranov)[5]
- 1965–1970: Generalleutnant Pjotr Grigorjewitsch Grischin (russisch Пётр Григорьевич Гришин, wiss. Transliteration Pëtr Grigor'evič Grišin)[5]
- 1970–1974: Generaloberst Witali Fedotowitsch Nikittschenko (russisch Виталий Федотович Никитченко, wiss. Transliteration Vitalij Fedotovič Nikitčenko)[5]
- 1974–1979: Generalleutnant Iwan Sergejewitsch Rosanow (russisch Иван Сергеевич Розанов, wiss. Transliteration Ivan Sergeevič Rozanov)
- 1979–1987: Generalleutnant Arkadi Pawlowitsch Ragosin (russisch Аркадий Павлович Рагозин, wiss. Transliteration Arkadij Pavlovič Ragozin)
- 1987–1991: Generalleutnant Leonid Andrejewitsch Postnikow (russisch Леонид Андреевич Постников, wiss. Transliteration Leonid Andreevič Postnikov)
- 1991–1992: Generalmajor Wjatscheslaw Wassiljewitsch Titarenko (russisch Вячеслав Васильевич Титаренко, wiss. Transliteration Vjačeslav Vasil'evič Titarenko)[6]

### Russische Föderation
- 1992–1993: Generalleutnant Sergei Wassiljewitsch Djakow (russisch Сергей Васильевич Дьяков, wiss. Transliteration Sergej Vasil'evič D'jakov)[6]
- 1994–1999: Generaloberst Waleri Alexandrowitsch Timofejew (russisch Валерий Александрович Тимофеев, wiss. Transliteration Valerij Aleksandrovič Timofeev)[6]
- 1999–2000: Generaloberst Wladimir Leopoldowitsch Schulz (russisch Владимир Леопольдович Шульц, wiss. Transliteration Vladimir Leopol'dovič Šul'c)[6]
- 2000–2007: Generaloberst Walentin Alexandrowitsch Wlassow (russisch Валентин Александрович Власов, wiss. Transliteration Valentin Aleksandrovič Vlasov)[6]
- 2007–2018: Generaloberst Wiktor Wassiljewitsch Ostrouchow (russisch Виктор Васильевич Остроухов, wiss. Transliteration Viktor Vasil'evič Ostrouchov)[6]
- Von 2018 bis 2021: Generaloberst Jewgeni Sergejewitsch Syssojew (russisch Евгений Сергеевич Сысоев, wiss. Transliteration Evgenij Sergeevič Sysoev)[7]
- Seit 2022: Generalleutnant Nikolai Wladimirowitsch Plotnikow (russisch Николай Владимирович Плотников, wiss. Transliteration Nikolaj Vladimirovič Plotnikov)